# I Wuzzles
I Wuzzles (Wuzzles) è una serie televisiva d'animazione del 1985, una delle prime prodotte dalla Walt Disney Pictures Television Animation Group. La serie andò in onda dal 14 settembre al 7 dicembre 1985 ogni sabato mattina sulla CBS, in contemporanea all'altra serie dello studio, I Gummi, che andava invece in onda sulla NBC; tuttavia, a differenza di quest'ultima, I Wuzzles non fu rinnovata per una seconda stagione. L'animazione della serie fu realizzata dalla TMS Entertainment, mentre la sigla venne composta e cantata da Stephen Geyer.
La serie ha come protagoniste delle creature chiamate Wuzzle (che significa "mescolare"), ognuna delle quali è un mix di due diverse specie animali realmente esistenti. I Wuzzle sono dotati di ali e vivono nella terra di Wuz, dove anche le piante, gli oggetti e gli edifici sono delle mescolanze come i protagonisti.

## Personaggi
- Apilone (Bumblelion) – Metà bombo e metà leone, è una creatura arancione con la criniera rosa, antenne pelose, coda di un leone, piccole ali da insetto e strisce marroni orizzontali sul ventre. Vive in una casa a forma di alveare, ama lo sport ed è coraggioso. Ha una cotta per Farforsa, ed è il migliore amico di Eleguro. È doppiato in inglese da Brian Cummings e in italiano da Sergio Fiorentini.
- Farforsa (Butterbear) – Metà farfalla e metà orso, è una creatura gialla con il ventre bianco, ali un po' più grandi rispetto a quelle degli altri Wuzzle e antenne a forma di fiori. È un'appassionata giardiniera, molto dolce e paziente, nonostante le folli avventure in cui i suoi amici vengono coinvolti. È doppiata in inglese da Kathleen Helppie-Shipley e in italiano da Lorena Bertini.
- Eleguro (Eleroo) – Metà elefante e metà canguro, è uno dei Wuzzle più grandi. È una creatura viola, con la forma del corpo e la coda di un canguro e la proboscide e le orecchie di un elefante. Ha un marsupio a strisce orizzontale (nonostante i marsupi li possiedano solo i canguri di sesso femminile). Eleguro ha difficoltà a ricordare ciò che immagazzina nel suo marsupio. È dolce, ma spesso combina qualche pasticcio. È il migliore amico di Apilone. È doppiato in inglese da Henry Gibson e in italiano da Gigi Angelillo.
- Focalce (Moosel) – Metà foca e metà alce, è uno dei Wuzzle più piccoli. Possiede corna e pinne e ha una fervida immaginazione, che lo fa credere nei mostri. È il migliore amico di Rinobert. È doppiato in inglese da Bill Scott e in italiano da Mauro Gravina.
- Conippa (Hoppopotamus) – Metà coniglio e metà ippopotamo, è simile ad un ippopotamo con orecchie, denti e coda da coniglio. Ha la pelle blu e il ventre viola, e ama cantare e recitare. Ha una cotta per Apilone, ma non viene mai ricambiata. È doppiata in inglese da Jo Anne Worley e in italiano da Paola Giannetti.
- Rinobert (Rhinokey) – Metà rinoceronte e metà scimmia, ha il muso da rinoceronte, con un corno striato, la pelliccia rosa e le zampe posteriori simili a quelle dei rinoceronti. Lo si vede posizionato come fanno le scimmie. È un burlone amante del divertimento. Ama giocare e fare scherzi. Può sembrare fastidioso, ma vuole bene ai suoi amici. È il migliore amico di Focalce. È doppiato in inglese da Alan Oppenheimer e in italiano da Paolo Buglioni.
- Wuzfeller (Tycoon) – Metà tigre e metà orsetto lavatore, è il Wuzzle più ricco di Wuz. Possiede un albero di soldi. In un episodio spiega agli altri Wuzzle che ha ottenuto la sua ricchezza investendo e risparmiando i suoi soldi in maniera intelligente, e li istruisce sulla responsabilità fiscale. Doppiato in inglese da Gregg Berger e in italiano da Marco Guadagno.
- Dinodrillo (Crocosaur) – Metà dinosauro e metà coccodrillo, è l'antagonista principale della serie. Sempre di pessimo umore, pigro, vile, ignorante e bullo. Vuole sempre ciò che di meglio hanno i Wuzzle senza alcuno sforzo, e fa di tutto per ottenerlo. Doppiato in inglese da Alan Oppenheimer e in italiano da Mario Bardella.
- Brat – Metà cinghiale e metà drago, è lo scagnozzo di Dinodrillo. Si esprime in versi animaleschi che solo Dinodrillo capisce. È pigro quanto il suo capo e ha una forte avversione verso i Wuzzle. Come suggerisce il suo nome, Brat è molto cattivo ed è spesso mostrato agire in maniera avventata quando non ottiene quello che vuole. È anche molto carente in intelligenza, e la sua incompetenza porta spesso Dinodrillo a cadere vittima delle sue trappole. È doppiato da Bill Scott.
- Ranalucy (Flizard) – Metà rana e metà lucertola, è un altro scagnozzo di Dinodrillo. Non è particolarmente intelligente, ma agisce in modo concreto rispetto a Dinodrillo e Brat, ed è relativamente più tollerante verso i Wuzzle, ma comunque molto fedele al suo capo; in occasioni dove Dinodrillo e Brat falliscono nei loro piani, cerca il più delle volte di sistemare le cose tra di loro. Non appare in molti episodi. È doppiato in inglese da Brian Cummings e in italiano da Gianni Williams.
- Narratore – È doppiato in inglese da Stan Freberg e in italiano da Tonino Accolla.

## Episodi
| nº | Titolo originale                    | Titolo italiano                  | Prima TV USA      |
| -- | ----------------------------------- | -------------------------------- | ----------------- |
| 1  | Bulls of a Feather                  | Toro piumato                     | 14 settembre 1985 |
| 2  | Hooray for Hollywuz                 | Conippa a Hollywuz               | 21 settembre 1985 |
| 3  | In the Money                        | L'osso dei desideri              | 28 settembre 1985 |
| 4  | Crock Around the Clock              | Chi la fa l'aspetti              | 5 ottobre 1985    |
| 5  | Moosel's Monster                    | Focalce e i mostri               | 12 ottobre 1985   |
| 6  | Klutz on the Clutch                 | Il rally di Montewuzzle          | 19 ottobre 1985   |
| 7  | Bumblelion and the Terrified Forest | Apilone e la Foresta Terrificata | 26 ottobre 1985   |
| 8  | Eleroo's Wishday                    | Eleguro e i tre desideri         | 2 novembre 1985   |
| 9  | Ghostrustlers                       | Ghostwuzzles                     | 9 novembre 1985   |
| 10 | A Pest of a Pet                     | I Pappagnastri                   | 16 novembre 1985  |
| 11 | The Main Course                     | Tempo di vacanze                 | 23 novembre 1985  |
| 12 | Class Dismissed                     | La classe non è acqua            | 30 novembre 1985  |
| 13 | What's Up, Stox?                    | L'albero dei soldi               | 7 dicembre 1985   |

## Distribuzione

### Edizione italiana
L'edizione italiana della serie fu trasmessa per la prima volta su Raiuno dal 23 aprile al 21 maggio 1986, all'interno del programma Magic!. Il doppiaggio fu eseguito dal Gruppo Trenta e diretto da Ludovica Modugno su dialoghi di Mario Paolinelli.

### Edizioni home video
Nel 1987 l'intera serie fu distribuita in Italia in sei VHS per il noleggio, intitolate Apilone, Conippa, Rinobert, Farforsa, Focalce ed Eleguro. Eccetto la prima VHS che contiene tre episodi, le altre ne contengono due, ed essi non sono presentati in ordine cronologico.

## Altri media
Nel corso del 1986 furono pubblicate, principalmente all'estero, una ventina di tavole e storie brevi a fumetti, alcune delle quali tradotte in italiano e pubblicate su Topolino.

## Influenza culturale
Farforsa e Rinobert appaiono ne Il carico perduto di Kit, un episodio della terza stagione di DuckTales. A differenza delle loro apparizioni nella serie TV originale, i loro design sono più realistici e animaleschi e Rinobert assomiglia a un gorilla. Inoltre, sono stati creati da una reliquia chiamata Pietra del Che Era, che porta le sembianze di Apilone e fonde due animali qualsiasi che la tocchino in una mostruosità chimerica.